# Xenie Alexandrovna
Xenie Alexandrovna Romanovová (Ксения Александровна Романова; 6. dubna 1875, Sankt Petěrburg, Rusko – 20. dubna 1960, Londýn, Spojené království) byla ruská velkokněžna a nejstarší dcera ruského cara Alexandra III. a sestra posledního ruského cara Mikuláše II.
Provdala se za bratrance svého otce, ruského velkoknížete Alexandra Michajloviče, s nímž měla sedm dětí. Byla tchyní Felixe Jusupova a sestřenicí velkoknížete Dmitrije Pavloviče Ruského, kteří společně zabili Grigorije Rasputina, svatého léčitele jejího synovce, hemofilika careviče Alexeje Nikolajeviče. Během bratrovy vlády zaznamenávala ve svém deníku a dopisech rostoucí obavy z jeho vlády. Po pádu monarchie v únoru 1917 uprchla z Ruska a nakonec se usadila ve Spojeném království. Od listopadu 2021 stojí v čele rodiny Romanovců její pravnuk Alexis Romanov.

## Původ, mládí

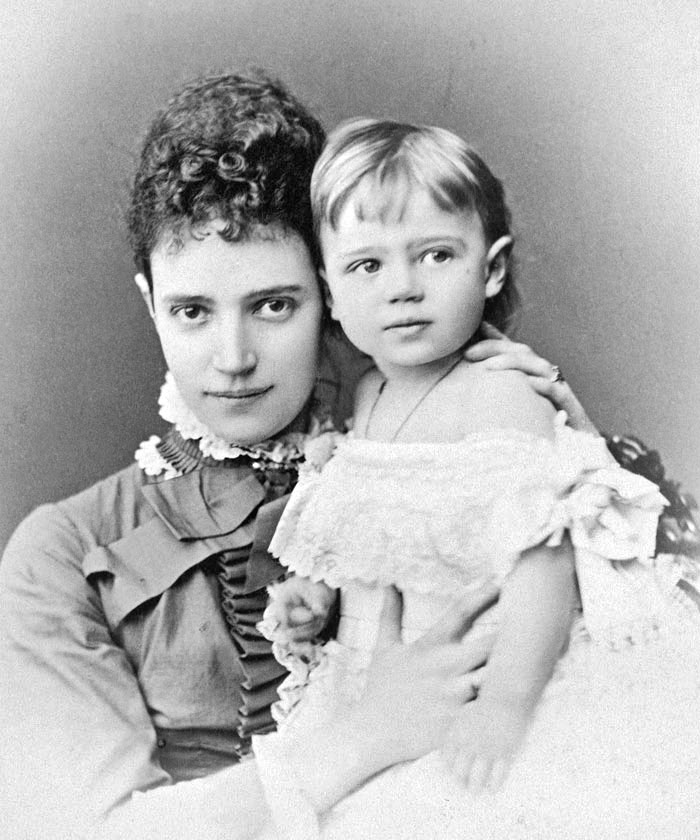
Xenie se svou matkou, 1878

Velkokněžna Xenie Alexandrovna se narodila 6. dubna 1875 v Aničkovském paláci v Petrohradě jako starší dcera ze šesti dětí careviče Alexandra a jeho manželky, ruské velkokněžny Marie Fjodorovny (rozené jako princezna Dagmar Dánská).
Po zavraždění jejího dědečka z otcovy strany, ruského cara Alexandra II. (13. března 1881), kdy bylo Xenii pět let, nastoupil její otec na ruský trůn jako car Alexandr III. Byla to politicky složitá doba, sužovaná teroristickými hrozbami. Z bezpečnostních důvodů se Alexandr III. s rodinou přestěhoval ze Zimního paláce do paláce v Gatčině. Tam si Xenie a její sourozenci užívali relativně prosté dětství: spali na dětských postýlkách, vstávali v šest hodin ráno a každé ráno se koupali ve studené vodě. Jejich pokoje byly jednoduše zařízené, i když pohodlné.
Stejně jako její bratři se i Xenie vzdělávala u soukromých učitelů, přičemž zvláštní důraz kladla na studium cizích jazyků. Kromě rodné ruštiny studovala také angličtinu, francouzštinu a němčinu. Učila se vařit, truhlařit a vyrábět loutky a jejich oblečení pro své divadlo. Ráda také jezdila na koni a rybařila na Gatčinském panství, kreslila (pro což měla údajně zvláštní talent), věnovala se gymnastice, tancovala a hrála na klavír.
Celá její rodina trávila rodinné prázdniny v sídle jejích dánských prarodičů z matčiny strany, na zámku Fredensborg. Při této návštěvě se setkala se svou sestřenicí a celoživotní přítelkyní, řeckou princeznou Marií, dcerou řeckého krále Jiřího I. a jeho manželky, královny Olgy, která se narodila v Rusku. 

## Manželství

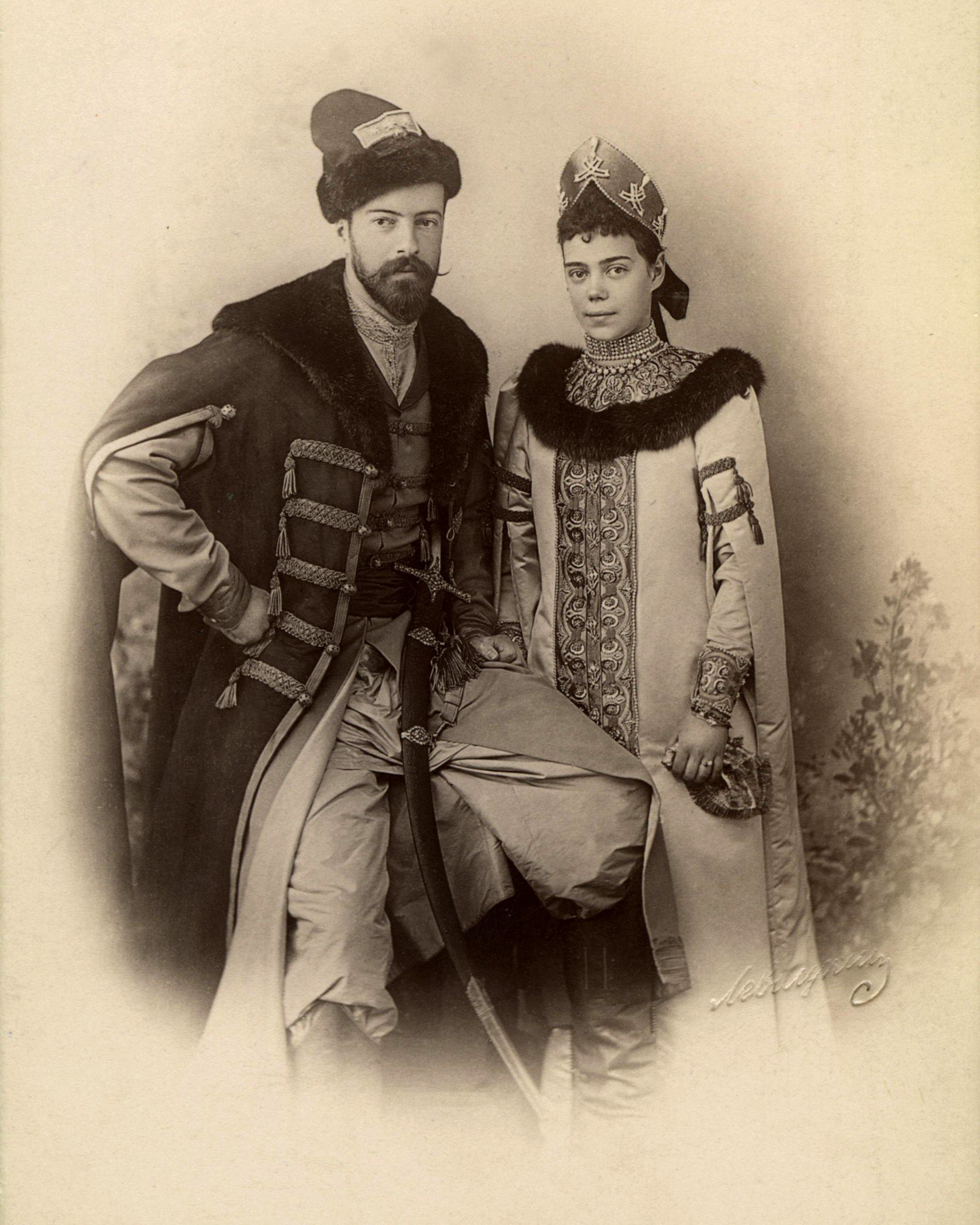
Xenie se svým manželem Alexandrem Michajlovičem, 1894

Xenie a její první bratranec z otcovy strany, ruský velkokníže Alexandr Michajlovič, její pozdější manžel, si spolu hráli jako děti v 80. letech 19. století. Alexandr, obvykle zvaný Sandro, byl také přítelem jejího bratra Mikuláše. V roce 1886 sloužil dvacetiletý Alexandr u námořnictva. Jedenáctiletá Xenie mu poslala pohlednici, když byla jeho loď v Brazílii: „Všechno nejlepší a brzký návrat! Tvůj námořník Xenie.“  V roce 1889 Alexandr o Xenii napsal: “Je jí čtrnáct let. Myslím, že mě má ráda."
Přestože se Xenie a Alexandr chtěli v patnácti letech vzít, její rodiče se zdráhali, protože Xenie byla příliš mladá a oni si nebyli jisti Alexandrovou povahou. Carevna Marie Fjodorovna si stěžovala na Alexandrovu aroganci a hrubost. 12. ledna 1894 rodiče Xenie souhlasili se zasnoubením, až když zasáhl Alexandrův otec, ruský velkokníže Michail Nikolajevič.
Pár byl do sebe velmi zamilovaný. Xeniin bratr Mikuláš v dopise jejich bratrovi Georgijovi napsal: „Stali se zcela nemožnými, pravděpodobně z dlouhého stýskání a z toho, že si na sebe tak zvykli. Celý den se líbají, objímají a povalují se na nábytku tím nejnevhodnějším způsobem. Zejména Xenie je naprosto nemožná.“ Georgij odpověděl: „Málem rozbili otoman a vůbec se chovali tím nejnevhodnějším způsobem. Například si lehali jeden na druhého, a to i v mé přítomnosti, což by se dalo nazvat pokusem hrát si na tatínka a maminku."
Pár se nakonec vzal 6. srpna 1894, když bylo Xenii 19 let, v kapli svatého Petra a Pavla v petrohradském paláci. Xeniina mladší sestra Olga o radosti ze svatby napsala: „Car byl tak šťastný. Bylo to naposledy, co jsem ho takhle viděla." Svatební noc strávili v paláci Ropša a líbánky v Aj-Todoru (Alexandrově sídle na Krymu). Během líbánek Xeniin otec Alexandr III. onemocněl a 1. listopadu 1894 zemřel. Po jeho smrti zdědil korunu Xeniin nejstarší bratr a stal se novým carem Mikulášem II.
Velkokněžna Xenie pokračovala v projevech náklonnosti na veřejnosti i po svatbě. Car Mikuláš napsal své snoubence: „V jedné věci se [Xenie] nestydí. Je to líbání jejího manžela. Kdykoli může, letí k němu s rukama kolem krku."
Pár měl sedm dětí, jedinou dceru a šest synů:
- Irina Alexandrovna (15. července 1895 – 26. února 1970) ⚭ 1914 kníže Felix Felixovič Jusupov (23. března 1887– 27. září 1967)
- Andrej Alexandrovič (24. ledna 1897 – 8. května 1981)
⚭ 1918 Elisabetta di Sasso Ruffo (1887–1940)
⚭ 1942 Nadine McDougall (1908–2000)
- Fjodor Alexandrovič (23. prosince 1898 – 30. listopadu 1968) ⚭ 1923 Irina Pavlovna Palejová (1903–1990)
- Nikita Alexandrovič (17. ledna 1900 – 12. září 1974) ⚭ 1922 hraběnka Maria Illarionovna Voroncovová-Daškovová (1903–1997)
- Dmitrij Alexandrovič (15. srpna 1901 – 7. července 1980)
⚭ 1931 hraběnka Marina Sergejevna Goleniščev-Kutuzovová (1912–1969)
⚭ 1954 Margaret Sheila Mackellar Chisholm (1895–1969)
- Rostislav Alexandrovič (24. listopadu 1902 – 31. července 1978)
⚭ 1928 Alexandra Pavlovna Golicynová (1905–2006)
⚭ 1944 Alice Eilken (1923–1996)
⚭ 1954 Hedwig Maria Gertrud Eva von Chappuis (1905–1997)
- Vasilij Alexandrovič (7. července 1907 – 24. června 1989) ⚭ 1931 Natalia Golicynová (1907–1989)

Děti byly vnuky cara (Alexandra III.) po matce (ženská linie), ale pouze pravnuky cara (Mikuláše I.) po otci (mužská linie). Vzhledem k carským rodinným zákonům, které zavedl Alexandr III. s cílem omezit hodnost velkoknížete a velkokněžny, jim náležel titul knížat a kněžen ruských se stylem „výsost."

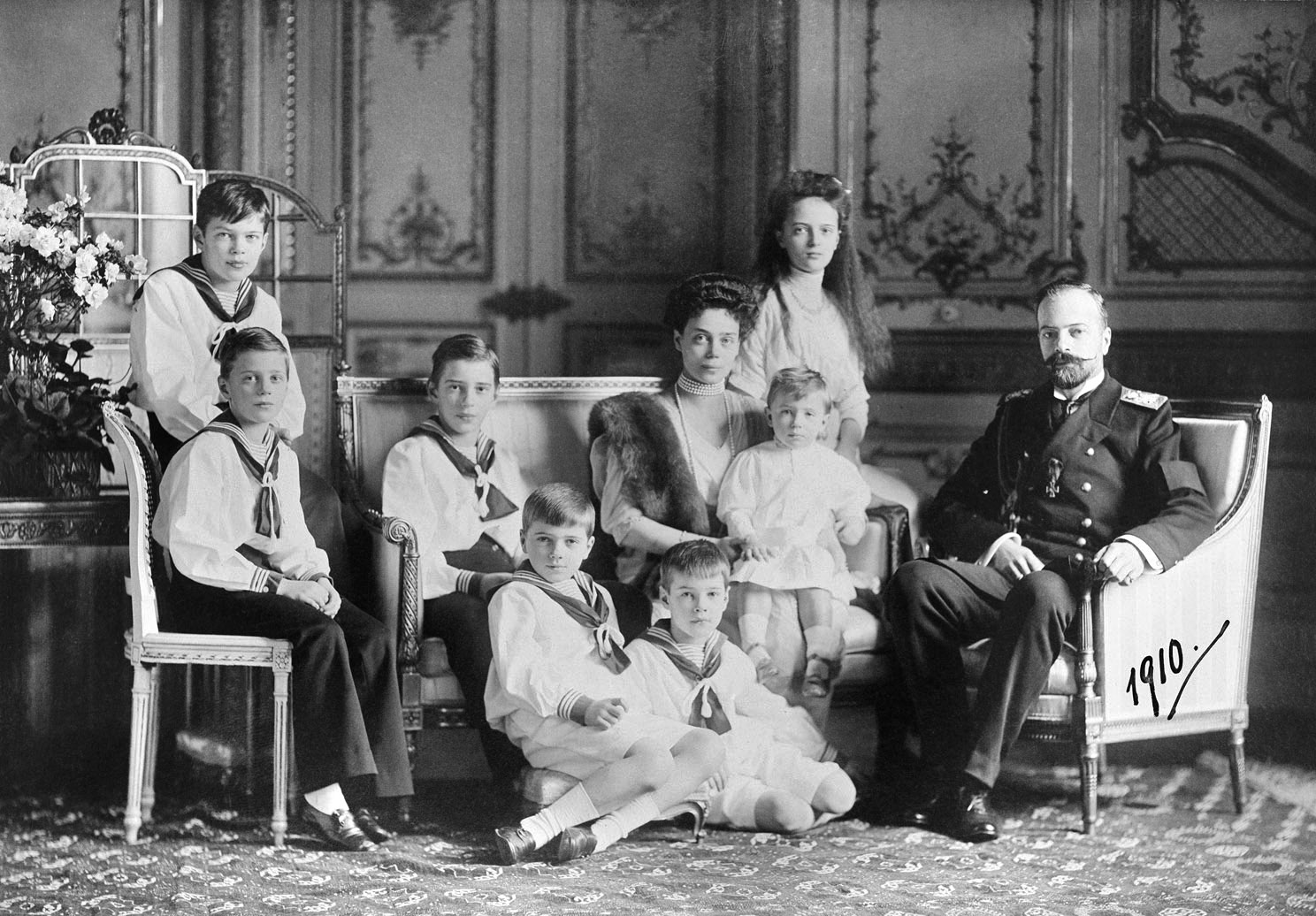
Xenie s manželem a dětmi, 1910

V roce 1913 projevila dcera Xenie a Sandra Irina úmysl provdat se za knížete Felixe Jussupova. Ten byl dědicem největšího soukromého majetku v Rusku. Felix se rozhodl, že Irina bude ideální manželkou. Xenie nebyla nadšená z vyhlídky, že by měla dát souhlas k takovému sňatku, protože Felix měl nechvalnou pověst. Proslýchalo se, že měl poměr s ruským velkoknížetem Dmitrijem Pavlovičem. Carevna-vdova se o tom doslechla a předvolala si Felixe na schůzku, ale Felixův půvab ji přesvědčil. Jediná dcera Xenie byla provdána 9. února 1914 za přítomnosti cara, který ji oddal. Svatba se konala v jednom z menších paláců kvůli roztržce mezi Xenií a carevnou Alexandrou. Xenie šla v pozadí se Sandrem a svou matkou.
Během Xeniina posledního těhotenství v roce 1907 měl Alexandr v Biarritzu poměr se ženou, která byla identifikována pouze jako „Maria Ivanovna“. O rok později začala mít Xenie také poměr, a to s Angličanem jménem „Fane“. Xenie ho ve svých denících označovala pouze jako „F.“ Dopisovali si spolu ještě za první světové války. Poté, co si Xenie a Alexandr vzájemně přiznali aféry, se jejich manželství začalo rozpadat. Ačkoli se stále milovali, začali spát v oddělených pokojích a žít odděleně. Před revolucí byl Alexandr rozčarován průběhem událostí v Rusku a životem u dvora. On i Xenie strávili značnou dobu mimo Rusko, ale oba se vrátili ještě před začátkem první světové války. Po revoluci se rozešli a podařilo se jim z Ruska uprchnout.

## Charitativní činnost

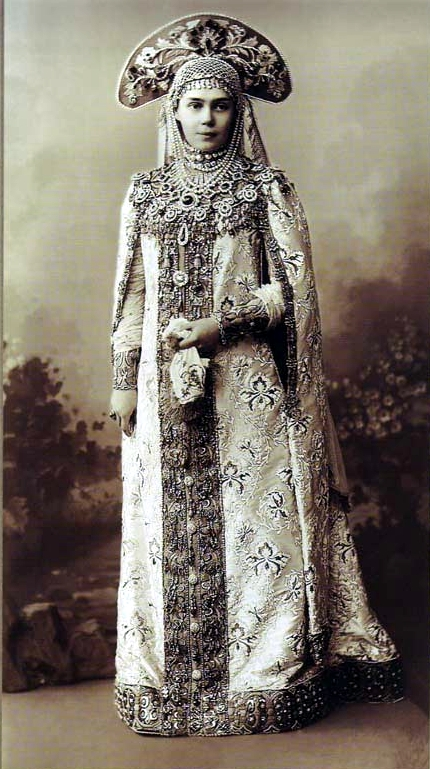
Xenie v ruském kostýmu, 1903

Xenia se významně podílela na charitativní činnosti. Byla členkou vlasteneckého sdružení žen. Od roku 1903 byla Xenie patronkou petrohradského spolku jeslí, který se staral o chudé dělnické děti, zatímco jejich rodiče byli v práci. Zvláště se zajímala o nemocnice pro pacienty s tuberkulózou na Krymu, možná pod vlivem svého bratra Georgije, který touto nemocí trpěl.
Byla také patronkou Asociace námořní péče, která se starala o vdovy a děti námořníků. Xenie založila Sdružení Xenie pro péči o děti dělníků a letců. Kromě toho byla patronkou Kseninského institutu, petrohradské internátní školy pro 350 studentů.

## Rusko-japonská válka
25. ledna 1904 si Xenie zapsala do deníku, že byla vyhlášena válka mezi Ruskem a Japonskem. V prosinci předchozího roku Xenie ministru války Kuropatkinovi řekla, že válka nebude a že její bratr si válku nepřeje. Ministr války řekl, že celá záležitost může být mimo kontrolu Ruska. Když válka vypukla, v Rusku vypukly nepokoje.
V chladnou lednovou neděli roku 1905 přišlo pod vedením otce Gapona k Zimnímu paláci více než 150 000 pokojných lidí. Lidé chtěli předat carovi petici. Petrohradská policie požádala o pomoc armádu, která do davu střílela, což si vyžádalo 143 obětí. Tento den měl být znám jako „krvavá neděle“ a znamenat zlom ve vztahu mezi carem a jeho lidem. V únoru byl v Moskvě bombou zabit Xeniin strýc Sergej. Xenie chtěla být u své tety Elly, ale bylo jí řečeno, že situace je příliš nebezpečná.
Když se Xenie dozvěděla o vojenské porážce Ruska v Koreji, byla rozčilená. Začátek války ji rozzlobil a zaznamenala své myšlenky o jejím konci: „A skončila ještě hloupěji!“ Xenie byla s manželem a dětmi na Krymu v jejich domě v Aj-Todoru, když je zastihla zpráva o vzpouře černomořské flotily. V říjnu byl její bratr nucen souhlasit se zřízením dumy jako ústupku lidu. Někteří členové Xeniiny rodiny v tom viděli „konec ruského samoděržaví.“ Její manžel Sandro rezignoval na své místo na ministerstvu obchodního loďstva. Xenie a její rodina strávili Vánoce v Aj-Todoru, protože nebylo bezpečné cestovat na sever, ani z jejich panství.

## První světová válka a rozpad impéria
Vypuknutí války zastihlo Xenii a její matku v nevědomosti: Domluvily si schůzku v Calais, kde na ně čekal soukromý vlak carevny vdovy, který je měl odvézt do Ruska, protože si byly jisté, že je německý císař Vilém II. nechá projet. Po příjezdu do Berlína zjistili, že trať do Ruska byla uzavřena. Když se dozvěděli, že Jusupovovi jsou také v Berlíně, carevna vdova nařídila, aby se připojili k vlaku. V Berlíně nastala nepěkná situace, až nakonec bylo vlaku povoleno jet do Dánska a poté do Finska.
Po návratu do Ruska se Xenie vrhla do válečné práce, zajistila vlastní nemocniční vlak a otevřela velkou nemocnici pro raněné. Stala se také předsedkyní Xeniina institutu, který poskytoval protézy pro zmrzačené. Když se v roce 1915 dozvěděla, že se Mikuláš chystá převzít velení ozbrojených sil, doprovázela svou matku do Carského Sela, aby se mu to pokusila rozmluvit. Carevna vdova si do svého deníku zaznamenala, že mu v této roli nedůvěřuje, a to se potvrdilo. Xenie se vrátila zklamaná do Jelaginského paláce.
V únoru 1916 odjela Xenie po nemoci do Kyjeva za matkou a sestrou Olgou. Její sestra si nakonec nechala od cara anulovat první manželství a v listopadu 1916 se v Kyjevě za přítomnosti carevny-vdovy provdala za Nikolaje Kulikovského. Xenie byla nepřítomna. Dne 28. října 1916, stále více deprimovaná tíživou situací Ruska, napsala Xenie své matce dopis, v němž spekulovala, co by udělal její otec. Xenie, její matka a sestra Olga naléhaly na velkoknížete Nikolaje Michajloviče, aby napsal carovi a varoval ho před vlivem carevny na vládní záležitosti. Mikuláš obálku ani neotevřel. Carevna si ji přečetla a obvinila velkoknížete, že se „plazí za svou matkou a sestrami“.
Když si Xenie uvědomila nebezpečí, přestěhovala se s rodinou do Aj-Todoru na Krymu. Odtud se Xenie dozvěděla o Rasputinově vraždě a byla z této události v rozpacích. Jedním z vrahů měl být Xeniin zeť Felix Jusupov. Na začátku roku 1917 Xenie doufala, že její matka přiměje bratra, aby prozřel z hroutící se situace v Rusku. Zoufale mu psala a doufala, že ho přesvědčí. Její matka cítila, že nemůže nic dělat a že nemá v úmyslu vrátit se z Kyjeva do Petrohradu.
19. února 1917 byla Xenie opět v Petrohradě ve svém paláci. Dne 25. února si do deníku zapsala: „Ve městě jsou nepokoje, dokonce se prý střílelo do davu, [říká se], ale na Něvském je vše klidné. Žádají chleba a v továrnách se stávkuje.“ 1. března 1917 si zapsala, že kolují zvěsti, že Mikulášův vlak byl zastaven a že byl donucen abdikovat. Carevna vdova jí o setkání s Mikulášem v Mogilevě napsala: „Stále nemohu uvěřit, že tato strašná noční můra je skutečná!“. Xenie se snažila svého bratra navštívit, ale ruská prozatímní vláda jí to nedovolila. Xenie neviděla budoucnost tam, kde byla v Petrohradě, a tak 6. dubna, v den svých 42. narozenin, odjela do Aj-Todoru.

## Život v exilu

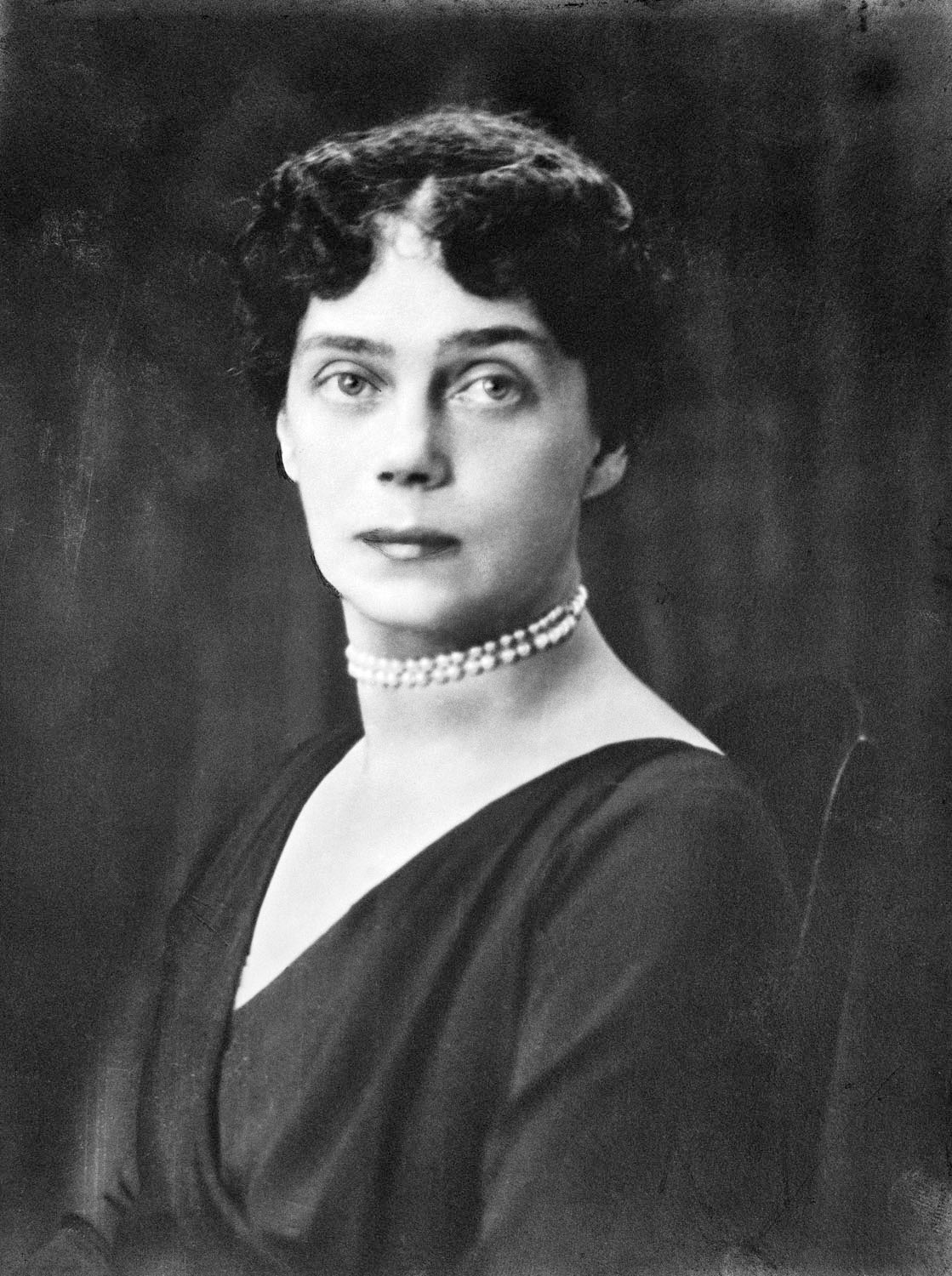
Xenie Alexandrovna, c. 1925

Xenie dorazila do Ai-Todoru, kde se 28. března 1917 připojila ke své matce, manželovi a sestře.
V roce 1918 se Xenie na Krymu dozvěděla, že její bratr Mikuláš II., jeho žena a děti byli zavražděni bolševiky. Její druhý přeživší bratr Michail byl zavražděn (zastřelením) o měsíc dříve u Permu.
Zatímco se Rudá armáda blížila ke Krymu, Xenie a její matka, carevna vdova Marie, 11. dubna 1919 uprchly z Ruska s pomocí královny Alexandry (rozené princezny Alexandry Dánské), sestry carevny vdovy Marie. Král Spojeného království Jiří V. vyslal britskou válečnou loď HMS Marlborough, která je a dalších šestnáct Romanovců (včetně pěti jejích synů) dopravila z Krymu přes Černé moře na Maltu a poté do Anglie. Xenie zůstala ve Velké Británii, zatímco carevna vdova Marie se po pobytu v Anglii připojila k Olze ve vile Hvidøre u Kodaně v Dánsku.

## Pozdější léta života a smrt
Dne 17. května 1920 obdržela Xenie jako nejstarší sestra a dědička pozůstalosti svého bratra Mikuláše v Anglii v hodnotě pěti set britských liber šterlinků správní listinu. Její manžel Sandro žil v té době v Paříži. V roce 1925 se Xeniina finanční situace stala zoufalou. Král Jiří V., který byl jejím bratrancem z prvního kolena, jí umožnil usadit se ve Frogmore Cottage, domě z milosti a přízně, v Home Parku ve Windsoru,za což byla vděčná. Později se musela vypořádat s podvodným tvrzením Anny Andersonové, že je její neteří, zavražděnou ruskou velkokněžnou Anastázií Nikolajevnou. Její sestra Olga upozornila, že kdyby po Romanovcích zbyly nějaké peníze, nedostávala by carevna-vdova od britského krále penzi. v červenci 1928, deset let po smrti Mikuláše a Alexandry, byla jeho rodina právně považována za mrtvou. 
Xenie navštěvovala svou matku, carevnu vdovu, v Dánsku tak často, jak jen mohla. Její matka žila ve vile Hvidøre, kterou koupila se svou sestrou Alexandrou na dánském pobřeží severně od Kodaně. V roce 1928 Xeniina matka vážně onemocněla a 13. října zemřela. Po matčině smrti přinesl prodej vily Hvidøre a šperků carevny vdovy určité příjmy.
26. února 1933 zemřel Xeniin manžel Sandro. Xenie a její synové se 1. března zúčastnili jeho pohřbu v Roquebrune-Cap-Martin na jihu Francie. V březnu 1937 se Xenie přestěhovala z Frogmore Cottage ve Windsorském velkém parku do Wilderness House v areálu paláce Hampton Court. Tam žila až do své smrti 20. dubna 1960. Navzdory zhoršeným poměrům za svého života zanechala Xenie svým zbývajícím příbuzným malý majetek.
Potomci Xenie jsou nejbližší přeživší potomci posledního cara Mikuláše II. a také předposledního cara Alexandra III. Zároveň jsou příslušníky stejné dynastie jako poslední carové. Pokud by došlo k aplikaci pravidla primogenitury na potomky cara Mikuláše I. byli by to právě potomci velkokněžny Xenie, kdo by byli nejbližší dědicové carského trůnu.

## Rodokmen
|                    |                                                               |  |                                                              |                                        |  |  |  |  |  |  |  | Pavel I. Ruský |
|                    |                                                               |  |                                                              |                                        |  |  |  |  |  |  |  |                |
|                    | Mikuláš I.                                                    |  |                                                              |                                        |  |  |  |  |  |  |  |                |
|                    |                                                               |  |                                                              |                                        |  |  |  |  |  |  |  |                |
|                    |                                                               |  |                                                              | Žofie Dorota Württemberská             |  |  |  |  |  |  |  |                |
|                    |                                                               |  |                                                              |                                        |  |  |  |  |  |  |  |                |
|                    | Alexandr II.                                                  |  |                                                              |                                        |  |  |  |  |  |  |  |                |
|                    |                                                               |  |                                                              |                                        |  |  |  |  |  |  |  |                |
|                    |                                                               |  |                                                              | Fridrich Vilém III.                    |  |  |  |  |  |  |  |                |
|                    |                                                               |  |                                                              |                                        |  |  |  |  |  |  |  |                |
|                    | Alexandra Fjodorovna (Šarlota Pruská)                         |  |                                                              |                                        |  |  |  |  |  |  |  |                |
|                    |                                                               |  |                                                              |                                        |  |  |  |  |  |  |  |                |
|                    |                                                               |  |                                                              | Luisa Meklenbursko-Střelická           |  |  |  |  |  |  |  |                |
|                    |                                                               |  |                                                              |                                        |  |  |  |  |  |  |  |                |
|                    | Alexandr III.                                                 |  |                                                              |                                        |  |  |  |  |  |  |  |                |
|                    |                                                               |  |                                                              |                                        |  |  |  |  |  |  |  |                |
|                    |                                                               |  |                                                              | Ludvík I. Hesenský                     |  |  |  |  |  |  |  |                |
|                    |                                                               |  |                                                              |                                        |  |  |  |  |  |  |  |                |
|                    | Ludvík II. Hesenský                                           |  |                                                              |                                        |  |  |  |  |  |  |  |                |
|                    |                                                               |  |                                                              |                                        |  |  |  |  |  |  |  |                |
|                    |                                                               |  |                                                              | Luisa Hesensko-Darmstadtská            |  |  |  |  |  |  |  |                |
|                    |                                                               |  |                                                              |                                        |  |  |  |  |  |  |  |                |
|                    | Marie Alexandrovna Hesensko-Darmstadtská                      |  |                                                              |                                        |  |  |  |  |  |  |  |                |
|                    |                                                               |  |                                                              |                                        |  |  |  |  |  |  |  |                |
|                    |                                                               |  |                                                              | Karel Ludvík Bádenský                  |  |  |  |  |  |  |  |                |
|                    |                                                               |  |                                                              |                                        |  |  |  |  |  |  |  |                |
|                    | Vilemína Luisa Bádenská                                       |  |                                                              |                                        |  |  |  |  |  |  |  |                |
|                    |                                                               |  |                                                              |                                        |  |  |  |  |  |  |  |                |
|                    |                                                               |  |                                                              | Amálie Hesensko-Darmstadtská           |  |  |  |  |  |  |  |                |
|                    |                                                               |  |                                                              |                                        |  |  |  |  |  |  |  |                |
| Xenie Alexandrovna |                                                               |  |                                                              |                                        |  |  |  |  |  |  |  |                |
|                    |                                                               |  |                                                              |                                        |  |  |  |  |  |  |  |                |
|                    |                                                               |  | Fridrich Karel Ludvík Šlesvicko-Holštýnsko-Sonderburský-Beck |                                        |  |  |  |  |  |  |  |                |
|                    |                                                               |  |                                                              |                                        |  |  |  |  |  |  |  |                |
|                    | Fridrich Vilém Šlesvicko-Holštýnsko-Sonderbursko-Glücksburský |  |                                                              |                                        |  |  |  |  |  |  |  |                |
|                    |                                                               |  |                                                              |                                        |  |  |  |  |  |  |  |                |
|                    |                                                               |  |                                                              | Frederika Schliebenská                 |  |  |  |  |  |  |  |                |
|                    |                                                               |  |                                                              |                                        |  |  |  |  |  |  |  |                |
|                    | Kristián IX.                                                  |  |                                                              |                                        |  |  |  |  |  |  |  |                |
|                    |                                                               |  |                                                              |                                        |  |  |  |  |  |  |  |                |
|                    |                                                               |  |                                                              | Karel Hesensko-Kasselský               |  |  |  |  |  |  |  |                |
|                    |                                                               |  |                                                              |                                        |  |  |  |  |  |  |  |                |
|                    | Luisa Karolina Hesensko-Kasselská                             |  |                                                              |                                        |  |  |  |  |  |  |  |                |
|                    |                                                               |  |                                                              |                                        |  |  |  |  |  |  |  |                |
|                    |                                                               |  |                                                              | Luisa Dánská                           |  |  |  |  |  |  |  |                |
|                    |                                                               |  |                                                              |                                        |  |  |  |  |  |  |  |                |
|                    | Marie Sofie Dánská                                            |  |                                                              |                                        |  |  |  |  |  |  |  |                |
|                    |                                                               |  |                                                              |                                        |  |  |  |  |  |  |  |                |
|                    |                                                               |  |                                                              | Fridrich Hesensko-Kasselský            |  |  |  |  |  |  |  |                |
|                    |                                                               |  |                                                              |                                        |  |  |  |  |  |  |  |                |
|                    | Vilém Hesensko-Kasselský                                      |  |                                                              |                                        |  |  |  |  |  |  |  |                |
|                    |                                                               |  |                                                              |                                        |  |  |  |  |  |  |  |                |
|                    |                                                               |  |                                                              | Karolina Nasavsko-Usingenská           |  |  |  |  |  |  |  |                |
|                    |                                                               |  |                                                              |                                        |  |  |  |  |  |  |  |                |
|                    | Luisa Hesensko-Kasselská                                      |  |                                                              |                                        |  |  |  |  |  |  |  |                |
|                    |                                                               |  |                                                              |                                        |  |  |  |  |  |  |  |                |
|                    |                                                               |  |                                                              | Frederik Dánský                        |  |  |  |  |  |  |  |                |
|                    |                                                               |  |                                                              |                                        |  |  |  |  |  |  |  |                |
|                    | Luisa Šarlota Dánská                                          |  |                                                              |                                        |  |  |  |  |  |  |  |                |
|                    |                                                               |  |                                                              |                                        |  |  |  |  |  |  |  |                |
|                    |                                                               |  |                                                              | Žofie Frederika Meklenbursko-Zvěřínská |  |  |  |  |  |  |  |                |
|                    |                                                               |  |                                                              |                                        |  |  |  |  |  |  |  |                |